# 全日本職業飄移錦標賽
全日本職業甩尾錦標賽（Zen Nippon Pro Drift Senshuken）是一種甩尾競技的汽車運動，特別風行於日本，自2000年開始舉辦，2001年起以D1 GRAND PRIX的命名，因此後來也稱作D1大獎賽。

## 賽制
全日本職業飄移錦標賽和一般的汽車競速運動不同，飄移的競技除了速度以外，還要評比技巧和動態的美感，比賽有分為「單走」和「追走」兩種比賽方式，以往比賽都是採用評審的主觀評判成績，但從2013年之後，賽會改採GPS全球定位系統和陀螺儀組成的DOSS系統（D1 Original Scoring System），使得競技變得更為公平，選手間的誤差值也變得更小、更有挑戰性，因此DOSS系統沿用迄今。

## 歷史沿革
全日本職業飄移錦標賽的發起人，是由日本甩尾車手土屋圭市，以及日本Option雑誌的創辦人稻田大二郎一起成立，他們的初衷是：「再完美的甩尾可能也沒有發展性，那麼就朝著職業化的方向發展，讓我們可以用飄移來當作職業。」2000年的第一屆是在惠比壽賽道舉辦賽事，冠軍選手帶回50萬元日幣，從此開啟甩尾競技的風氣。

## 知名選手
- 今村陽一（日语：今村陽一）
- 谷口信輝（日语：谷口信輝）
- 野村健（日语：野村健）
- 馮仁稚（台灣選手）

## 相關連接
- D1大獎賽官方網站 （页面存档备份，存于）